# Hashim Amla
Hashim Mahomed Amla (ur. 31 marca 1983) – południowoafrykański krykiecista, reprezentant kraju.
Jest praworęcznym odbijającym. W reprezentacji kraju debiutował 28 listopada 2004.
Jest pierwszym Południowoafrykańczykiem, który zdobył ponad 300 runów w jednym innings w meczu testowym i zarazem rekordzistą pod względem ilościu runów zdobytych przez Południowoafrykańczyka w jednym innings (311).